# Ngreco (Kandat)
Ngreco is een bestuurslaag in het regentschap Kediri van de provincie Oost-Java, Indonesië. Ngreco telt 4929 inwoners (volkstelling 2010).